# 冬の動物園
『冬の動物園』（ふゆのどうぶつえん）は、日本国の漫画家、谷口ジローの漫画作品並びに同作を表題とした単行本の書名である。

## 概説
谷口ジローは、就職を経て石川球太のアシスタントになるまでの自身の体験を元に、物語を創作した。

## あらすじ
京都の織物問屋に勤める男は、休日となると動物園へスケッチに行く。

## 単行本

### 収録作品及びその初出
本作に「連作」とされる6篇を加え、本作を表題とした単行本が刊行された。
- 冬の動物園 - 『ビッグコミックオリジナル』第32巻（2005年1月24日増刊号（ビッグコミック1））、小学館[3]。
- 始まりの春 - 『ビッグコミックオリジナル』第33巻（2006年1月1日増刊号（ビッグコミック1））、小学館[3]。
- 裸婦を描く - 『ビッグコミックオリジナル』第33巻（2006年4月15日増刊号（ビッグコミック1））、小学館[3]。
- 兄が来た - 『ビッグコミックオリジナル』第33巻（2006年10月1日増刊号（ビッグコミック1））、小学館[3]。
- 長い休日 - 『ビッグコミックオリジナル』第34巻（2007年3月1日増刊号（ビッグコミック1））、小学館[3]。
- 星に願いを - 『ビッグコミックオリジナル』第34巻（2007年8月2日増刊号（ビッグコミック1））、小学館[3]。
- 冬の陽だまり - 『ビッグコミックオリジナル』第34巻（2007年12月1日増刊号（ビッグコミック1））、小学館[3]。

### 書誌情報
フランス語、スペイン語、オランダ語、ポーランド語、イタリア語、ドイツ語、英語及び朝鮮語に翻訳された。
日本語
帯の推薦文は、谷口ジローの友人でもある池上遼一が書いている。
- 『冬の動物園』小学館〈ビッグコミックススペシャル〉、2008年4月2日。ISBN 978-4-09-181850-8。
- 『冬の動物園』小学館〈谷口ジローコレクション〉、2022年1月2日。ISBN 978-4-09-179369-0。

## 脚註